# Ашкенази, Владимир Давидович
Влади́мир Дави́дович Ашкена́зи (род. 6 июля 1937, Горький) — советский (до 1962) и исландский (с 1969) пианист и дирижёр. Живёт в Швейцарии. Семикратный лауреат премии «Грэмми».

## Биография
Родился в семье известного эстрадного пианиста Давида Ашкенази, мать — Евстолия Григорьевна (в девичестве Плотнова).
Рано проявил музыкальные способности и в 1945 году поступил в Центральную музыкальную школу, где обучался у Анаиды Сумбатян.
Первый сольный концерт Ашкенази в Большом зале Московской консерватории, составленный исключительно из произведений Шопена, состоялся в апреле 1955 года, в том же году он поступил в Консерваторию в класс Льва Оборина (ассистентом в классе был Б. Я. Землянский, вклад которого в своё становление как пианиста высоко оценивает сам Владимир Ашкенази). Сам В. Ашкенази считает своими главными учителями А. Сумбатян, Л. Оборина и Б. Землянского.
На следующий год пианист добивается первого крупного международного успеха: ему присуждена вторая премия на Конкурсе имени Шопена в Варшаве и первая — на Конкурсе королевы Елизаветы в Брюсселе. В 1957 году состоялись его первые зарубежные гастроли в Германии.
В 1962 году Ашкенази завоевал первую премию на Втором Международном конкурсе имени Чайковского в Москве, разделив её с англичанином Джоном Огдоном.
Год спустя, после своего дебюта в Лондоне, Ашкенази принял решение не возвращаться на родину и вместе со своей женой — исландской пианисткой Торун Софией Йоханнесдоттир (выпускницей Московской консерватории) и сыном обосновался в Англии. В 1963 г. в Лондоне был удостоен Международной музыкальной премии Харриет Коэн.
В 1969 году семья переехала в Исландию, где Ашкенази начал дирижёрскую карьеру. В разные годы он руководил Лондонским филармоническим оркестром, Королевским филармоническим оркестром (с 1987 по 1994), Кливлендским симфоническим оркестром, оркестром Берлинского радио и др. В настоящее время  Ашкенази продолжает свою музыкальную карьеру и много гастролирует в разных странах мира как пианист и дирижёр.
Введён в Зал славы журнала Gramophone.
30 сентября 2015 года Владимир Давидович Ашкенази получил гражданство Российской Федерации

## Творчество
Репертуар пианиста весьма широк и охватывает сочинения от Гайдна до первой половины XX века. Наибольшую известность ему принесли интерпретации произведений композиторов-романтиков. С 1960-х годов Ашкенази делает многочисленные записи на разных звукозаписывающих фирмах. Он исполнил и записал фортепианные сочинения Шопена, Рахманинова, Скрябина, Брамса, Листа, а также пять фортепианных концертов Прокофьева. Ашкенази — семикратный обладатель премии «Грэмми» в номинации «Исполнение классической музыки». Среди музыкантов, с которыми он сотрудничал — Ицхак Перлман, Георг Шолти и др. В 2010 году Владимир Ашкенази получил премию Грэмми в номинации «лучшее сольное инструментальное исполнение с оркестром» за запись второго и третьего концертов для фортепиано Сергея Прокофьева.
В качестве дирижёра Ашкенази известен как исполнитель сочинений русских композиторов, в частности, Прокофьева. Запись сюиты из его балета «Ромео и Джульетта» под управлением Ашкенази считается одним из лучших исполнений этого произведения. С разными оркестрами он также исполнил и записал все симфонии Иоганнеса Брамса, Сибелиуса, Скрябина, Рахманинова, Шостаковича, Караманова, произведения Альбана Берга, Йозефа Сука.
В 1985 году вышла из печати автобиографическая книга Ашкенази Beyond the Frontiers («Поверх барьеров»; Ashkenazy, Vladimir; Parrott, Jasper. Beyond Frontiers (англ.). — New York: Atheneum, 1985. — ISBN 0689115059.).

## Награды
- Большой крест ордена Сокола (2018, Исландия).
- Командор ордена Сокола (1988, Исландия).
- Кавалер ордена Сокола (1971, Исландия).
- Орден «За заслуги перед землёй Берлин» (1997).
- Офицер ордена «За заслуги перед культурой»[рум.] в категории B «Музыка» (2009, Румыния)[7].

## Семья
- Жена (с 25.02.1961[8]) — Торун София Йоханнесдоттир (исл. Þórunn Sofia Jóhannsdóttir) — исландская пианистка.
- У В. Д. Ашкенази пятеро детей — два сына и три дочери. Старший сын Владимир — преподаватель музыки и пианист (в частности, записывался на лейбле Decca Classic в фортепианных дуэтах с отцом под именем Вовка Ашкенази), младший сын Дмитрий Ашкенази — известный кларнетист.
- Сестра — Елена Давидовна Ашкенази (1949—2017), пианистка и музыкальный педагог; была замужем за гроссмейстером Арье (Леонидом) Свердловым.[9] Их сын — пианист Владимир Свердлов (Ашкенази) (род. 1976).[10]